# Asoci Bagratuní de Taron
Asoci Bagratuní de Taron (a vegades apareix com Asoci II i a vegades com Asoci III) va ser nakharar de Taron on va succeir al seu pare el patrici Isaac I Bagratuní abans del 770. Aquest territori és diferent del futur principat de Taron, perquè era una simple senyoria d'una branca dels Bagratuní.
L'any 771 la regió de Taron va passar a son cosí Vasaces Bagratuní, germà del patrici Simbaci III Bagratuní.
Quan Asoci s'estava a Khelat va veure l'arribada de 30.000 soldats del Khorasan i va advertir els rebels que assetjaven Karin (Erzurum), però no el van creure. Es va mostrar contrari a la rebel·lió de l'any 771, que dirigida pels Mamiconis es va aixecar contra els àrabs, però no la va trair.